# Litoria coplandi
Litoria coplandi (Copland's rock frog o saxicoline tree frog en inglés) es una especie de anfibio anuro del género Litoria, de la familia Hylidae.

## Distribución geográfica
Es originaria de Australia, y se halla en Kimberley, Arnhem Land y Queensland.
Viven cerca de acantilados rocosos y laderas empinadas con grandes cantidades de pedregal. Se esconden en cuevas o grietas en la roca durante el día. Por la noche, buscan comida cerca de los arroyos.
Miden 4 cm de longitud. Son de color marrón claro con marcas marrones más oscuras. Sus patas delanteras no están palmeadas. Sus patas traseras son palmeadas. Son ranas trepadoras fuertes y lo suficientemente livianas como para saltar sobre la superficie del agua como cabrillas.
Ponen huevos uno o varios a la vez en piscinas o corrientes de flujo lento. Los huevos se hunden hasta el fondo.  Los renacuajos eclosionan después de 52 días.